# Coram (Montana)
Coram és una concentració de població designada pel cens dels Estats Units a l'estat de Montana. Segons el cens del 2000 tenia 337 habitants.

## Demografia
Segons el cens del 2000, Coram tenia 337 habitants, 134 habitatges, i 88 famílies. La densitat de població era de 114,1 habitants per km².
Dels 134 habitatges en un 33,6% hi vivien nens de menys de 18 anys, en un 51,5% hi vivien parelles casades, en un 6,7% dones solteres, i en un 34,3% no eren unitats familiars. En el 27,6% dels habitatges hi vivien persones soles el 7,5% de les quals corresponia a persones de 65 anys o més que vivien soles. El nombre mitjà de persones vivint en cada habitatge era de 2,51 i el nombre mitjà de persones que vivien en cada família era de 3,09.
Per edats la població es repartia de la següent manera: un 27% tenia menys de 18 anys, un 6,8% entre 18 i 24, un 29,7% entre 25 i 44, un 27,6% de 45 a 60 i un 8,9% 65 anys o més.
L'edat mediana era de 39 anys. Per cada 100 dones de 18 o més anys hi havia 115,8 homes.
La renda mediana per habitatge era de 22.000 $ i la renda mediana per família de 23.125 $. Els homes tenien una renda mediana de 24.188 $ mentre que les dones 14.286 $. La renda per capita de la població era de 18.799 $. Aproximadament el 12,9% de les famílies i el 19% de la població estaven per davall del llindar de pobresa.

## Poblacions més properes
El següent diagrama mostra les poblacions més properes.